# Alison Riske-Amritraj
Alison Riske-Amritraj (født Riske den 3. juli 1990 i Pittsburgh, Pennsylvania, USA) er en professionel tennisspiller fra USA. Hun har været professionel siden 2009 og har vundet en WTA-turnering, nemlig Tianjin Open i 2014.